# Bierzwienna Długa
Bierzwienna Długa is een plaats in het Poolse district  Kolski, woiwodschap Groot-Polen. De plaats maakt deel uit van de gemeente Kłodawa en telt 350 inwoners.